# Sondage naso-gastrique

Principe du sondage naso-gastrique par sonde d'administration de fluide/de vidange

Le sondage naso-gastrique désigne un protocole de soins consistant en l'introduction d'une sonde par les voies naturelles hautes pour généralement atteindre la cavité de l'estomac. La sonde insérée peut être une sonde à canal unique ou double, de différentes formes ou diamètres, lestée en son extrémité ou non, ou encore un dispositif d'exploration, telle qu'une sonde d'endoscopie ou d'analyse. La sonde à canal permet l'administration de fluides plus directement dans l'estomac pour la nutrition entérale, ou sa vidange.

## Indications

### Cas d'une sonde à canaux
L'usage le plus commun du sondage naso-gastrique consiste en l'introduction d'une sonde de Salem, une sonde à canal unique d'un diamètre de 7 à 12 charrière (Ch), destinée à l'introduction de fluides dans l'estomac. Le liquide peut être de l'eau, un produit de renutrition entérale, ou encore une médication. Ce procédé est utilisé principalement pour la renutrition lorsque l'alimentation orale est impossible ou inefficace (le bilan des apports/pertes est négatif), par exemple dans les cas de cancer ou encore d'anorexie. Si une alimentation artificielle prolongée est nécessaire, une gastrostomie ou une jéjunostomie est préférée, plus confortable.
La sonde en place peut aussi être utilisée afin d'effectuer une vidange du contenu gastrique, dans ce cas précis, par aspiration des liquides de l'estomac. Les indications prévues pour ce cas sont les hématémèses ou vomissements incoercibles, aussi pour assurer la vidange du contenu gastrique en cas d'ingestion de produits toxiques ; la vidange peut aussi être préconisée dans le cas d'une personne intubée pour éviter l'inhalation des liquides gastriques. Dans ces indications, des sondes à plus large diamètre peuvent être utilisées.

### Cas d'un autre dispositif
Par le même procédé d'insertion, d'autres types de sondes peuvent être insérés, c'est le cas de la sonde de Blackmore utilisée en cas d'hémorragie digestive. Ce peut être encore le cas de sondes d'exploration pour endoscopie de l'estomac ou des voies respiratoires et digestives hautes, ou d'analyse (sonde d'analyse du pH et de l'acidité gastrique) ou encore à visée de test médical (par exemple sonde de tilt-test, de stimulation cardiaque, ou encore d'échographie transœsophagienne).

## Procédé

### Types de sondes

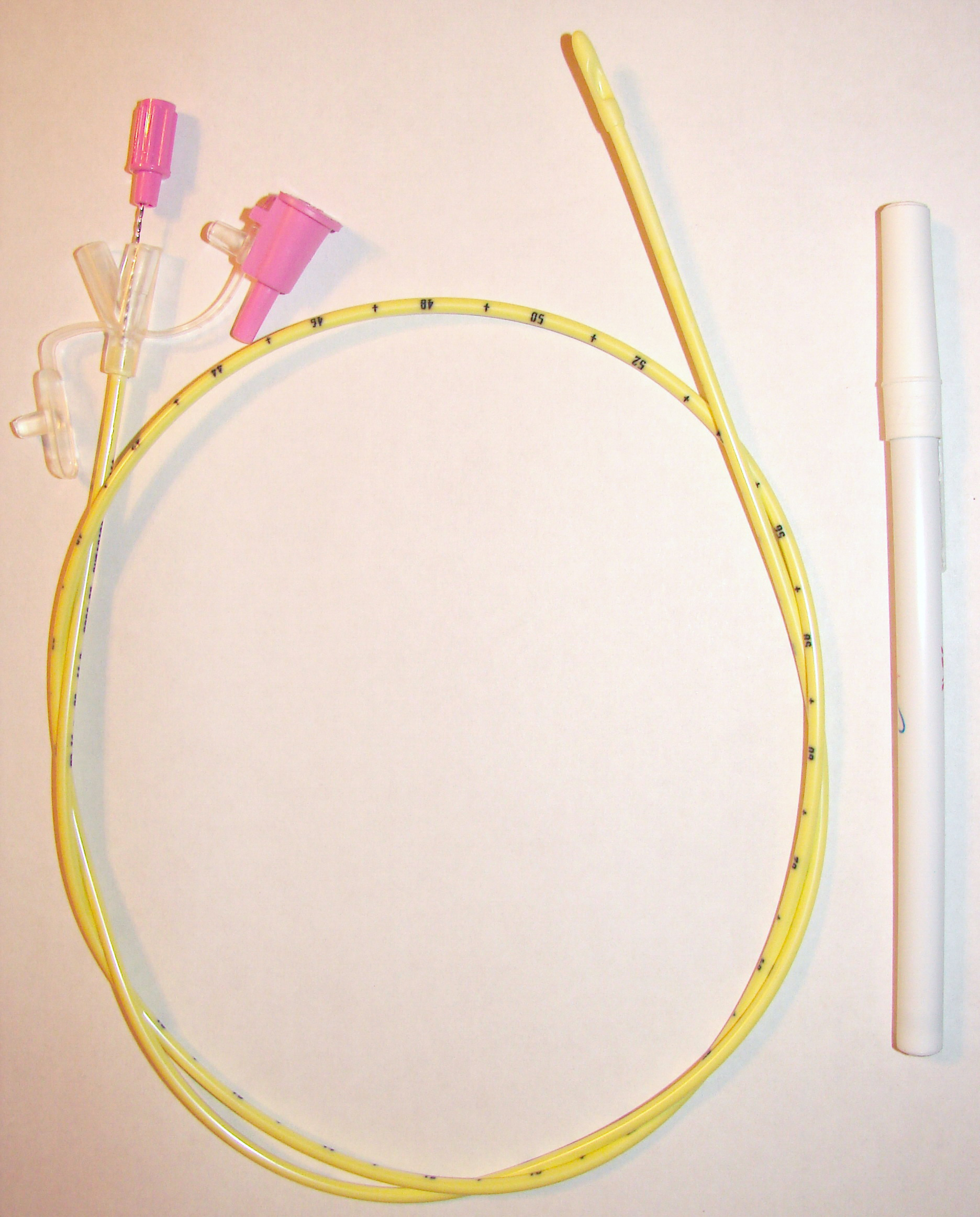
Sonde type lestée en polyuréthane 8 Fr.

Les sondes à canaux sont de longs flexibles enrobés de plastique et destinés à être insérés pour pratiquer l'exploration ou pour transporter des fluides. Certaines sondes sont munies d'un guide pour favoriser leur insertion, peuvent être lestées en leur extrémité proximale (c'est-à-dire munies d'un poids favorisant leur maintien dans l'estomac). Selon la finalité du sondage, différents types de sondes peuvent être utilisés. Il en existe plusieurs types : sonde de Salem à double lumière, sonde de Lévin, ou encore tube de Faucher. Si le sondage est ponctuel, sont privilégiées des sondes en PVC, en silicone ou en polyuréthane. Si la sonde est destinée à être placée au long cours (30 jours ou davantage), une sonde lestée est privilégiée. Le lest permet un maintien dans la cavité de l'estomac, ordinairement compatible avec l'examen par IRM. Quel que soit le type de sonde insérée ou sa finalité, le protocole d'insertion demeure quasi similaire.
Les autres types de sondes (sonde d'endoscopie, de Blackmore, etc.) suivent les indications spécifiques des dispositifs médicaux utilisés.

### Protocole
Les contre-indications au sondage naso-gastrique sont toutes les déformations des voies respiratoires nasales (chirurgie récente, malformation de naissance ou déviation de la cloison nasale des suites d'un accident) ou dans une moindre mesure les affections de l'œsophage ou de l'estomac (hernie hiatale par exemple). Par ailleurs la présence de varices œsophagiennes peut contre-indiquer formellement le geste. Une contre-indication relative peut être un trouble de la coagulation, provoqué par exemple par une médication par anticoagulant, en raison du risque accru de saignement provoqué par les frottements de la sonde. Une contre-indication discutable est l'inconfort ou la gêne esthétique liée à la présence à demeure de la sonde.
L'introduction de la sonde se fait par une des deux narines. La sonde passant sous le cornet nasal inférieur, est guidée vers le fond de la cavité nasale. Elle se courbe au niveau du nasopharynx pour redescendre ensuite vers le carrefour oropharyngé et passer par l'épiglotte. La sonde est glissée le long de l'œsophage pour atteindre l'estomac, parfois jusqu'à la région post-pylorique.
Le geste respecte des conditions d'hygiène et d'asepsie strictes et est pratiqué par un professionnel de santé.
Son positionnement dans l'estomac est vérifié par l'injection rapide d'une certaine quantité d'air, audible avec un stéthoscope au niveau de l'épigastre et non pas au niveau pulmonaire, ou en testant l'acidité du liquide ramené. Il peut être également contrôlé par une radiographie du thorax.
L'utilisation de la sonde naso-gastrique était autrefois fréquente voire systématique dans les suites opératoires de l'appareil digestif. Les avancées de la récupération rapide après chirurgie font que cette utilisation est à présent très limitée puisque les études ont démontré[réf. souhaitée] que la SNG n'apportait rien et qu'elle majorait au contraire les douleurs et le risque infectieux outre son caractère désagréable pour le patient.
Une sonde de ce type était aussi utilisée pour le test de Bernstein, ou test de perfusion acide, examen qui permettait de reproduire la douleur chez les patients souffrant de reflux gastro-œsophagien (RGO). Ce test est obsolète depuis la pHmétrie œsophagienne.

## Complications
Les complications peuvent être le risque de lésions ou de saignements lors de la pose, un risque d'atteinte à l'intégrité des muqueuses par escarre au niveau externe ou interne. La sonde peut se déloger de son positionnement initial. Un maintien prolongé peut être responsable de douleurs à la gorge ou d'un trouble de la déglutition.
Le risque principal reste le malpositionnement (ou le déplacement), l'extrémité de la sonde étant alors dans les voies respiratoires. La complication est alors la survenue d'une infection pulmonaire ou d'une détresse respiratoire si la sonde est utilisée pour renutrition. 